# Colmont (Tongres)
Pour les articles homonymes, voir Colmont.
Colmont (en néerlandais : Kolmont) est un hameau d'Overrepen, une section de Tongres-Looz dans la province belge de Limbourg. Il a également donné le nom à la commune unissant Overrepen et Jesseren entre 1971 et 1977. 
Le hameau est situé dans le nord-ouest de la commune de Tongres près de la frontière communale avec Looz et Kortessem. Le cœur du hameau est situé à environ un demi-kilomètre au sud-ouest du village d'Overrepen. Les deux villages ont grandi ensemble en raison du développement le long de la Overrepenstraat, rue d'Overrepen. 

## Étymologie et toponymie
En 1096, Kalmont a été signalé pour la première fois plus tard, répertorié entre autres comme Calmunt, Coelmont et Kolemont. Ce toponyme se compose de deux éléments, tous deux dérivés du latin: Cal/Col et mont . L'élément cal/col dérive du mot calvus et signifie «chauve». Mont est tiré du mot mons signifiant «montagne» et fait référence à une élévation dans le paysage. Malgré l'origine latine du toponyme, l'origine du hameau ne doit pas être recherchée à l'époque gallo-romaine, mais le nom date probablement du Haut Moyen Âge. 

## Histoire
La légende fait remonter Colmont au temps des romains. Celui-ci fut une seigneurie avec le titre de Vicomté.
Colmont a probablement été annexé au XIIe siècle par Louis I, comte de Looz. Son successeur, Gérard II de Looz, y fait construire un château peu après sa prise de fonction pour défendre la frontière avec la principauté de Liège. Le prince-évêque Raoul de Zähringen était alors en bataille avec le comte à cause des renforts de Brustem et assiégea le château de Colmont vers 1180. 
En 1206, Louis II de Looz a prêté serment à Colmont à Henri Ier de Brabant pour son soutien pendant la guerre de Looz. 
Au XIVe siècle, le comté de Looz et le prince-évêché de Liège s'affrontent à nouveau dans les guerres de succession Looz. L'affaire a été remportée par la principauté et le comté de Looz perdit son indépendance en 1366. Pendant cette période, les nouveaux dirigeants ont donné Colmont aux seigneurs de Guigoven. 
À la fin du XVe siècle, Colmont a joué un rôle dans la lutte pour le pouvoir entre le prince évêque Jean de Hornes et la famille de La Marck. Robert II de La Marck a de nouveau amené le château dans un état de préparation et en 1489 il a été assiégé. Les troupes du prince évêque ont pu capturer le château de Colmont. Après la capture, le prince-évêque a ordonné le démantèlement du château. 
Le 23 juin 1761, Colmont a été séparé d'Overrepen et est devenu une seigneurie distincte après que le prince-évêque Jean-Théodore de Bavière a donné la région en héritage à Arnold Christian de Bellefroid. Les descendants de Bellefroid ont construit le nouveau château de Colmont au milieu du XIXe siècle. 
Les vieilles seigneuries ont été abolies à l'époque française. Colmont, Overrepen et Ridderherk formaient ainsi une commune. Lors de la fusion des communes de 1971, la commune d'Overrepen a été fusionnée avec la voisine Jesseren. La nouvelle commune a été nommée d'après Colmont, qui était située au centre entre les deux centres. Cette commune a été fermée de nouveau en 1977. Jesseren est devenue une partie de la municipalité de Looz tandis qu'Overrepen, tout comme Colmont, sont devenus des sections de la commune de Tongres.

## Visite touristique
- Château fort de Colmont, ruines d'un château du XIIe siècle
- Chapelle du Sacré-Cœur, petite chapelle de campagne
- Château de Colmont, manoir néo-baroque du XIXe siècle

## Nature et paysage
Colmont se trouve en Hesbaye-humide. L'altitude varie entre 60 et 108 mètres. Le centre du hameau est situé près du sommet de l'Oude Berg. 
La forêt de Colmont est située sur les flancs sud de cette colline escarpée. Sur une distance de 200 mètres, la hauteur passe de 108 à 68 mètres près des rives du Fonteinbeek. Dans la vallée, on trouve principalement des prairies humides, des plantations de peupliers et des mares de prairie. À l'ouest du château de Colmont, le Fonteinbeek se jette dans le Mombeek. 
Forêts et vergers s'alternent autour du hameau. Le paysage était auparavant fermé et se caractérise par des routes creuses, des lisières de bois et des fourrés. À l'est de Colmont, le paysage est légèrement plus ouvert et l'agriculture arable se fait à une échelle limitée. 

## Villages à proximité
Haren, Jesseren, Mulken, Overrepen, Pirange, Zammelen 